# 阿拉巴馬號戰艦 (BB-8)
阿拉巴馬號戰艦（舷號BB-8）是一艘隸屬於美國海軍的戰艦，為伊利諾級戰艦的二號艦。她是美軍第四艘以阿拉巴馬州為名的軍艦。
阿拉巴馬號在1896年於紐波特紐斯造船廠開始建造，並在1898年下水，最終在1900年服役。稍後阿拉巴馬號參與了美國大白艦隊（Great White Fleet）的環球航行。美國參與第一次世界大戰後，阿拉巴馬號主要在切薩皮克灣近海訓練，並在1920年退役。1921年阿拉巴馬號除籍，並在9月27日於威廉·米切爾的空中轟炸實驗中沉沒。艦體殘骸在1924年3月19日出售拆解。